# Раковник (Шентјернеј)
Раковник (словен. Rakovnik) је насељено место у општини Шентјернеј, регија Југоисточна Словенија, Словенија.

## Историја
До територијалне реорганизације у Словенији био је у саставу старе општине Ново Место.

## Становништво
У попису становништва из 2011. године, Раковник је имао 8 становника.
| Број становника према пописима | Број становника према пописима | Број становника према пописима |
| ------------------------------ | ------------------------------ | ------------------------------ |
| 1991                           | 2002                           | 2011                           |
| 5                              | 10                             | 8                              |